# 聖盧西亞科特蘇馬爾瓜帕
聖盧西亞科特蘇馬爾瓜帕（西班牙語：Santa Lucía Cotzumalguapa）是危地馬拉埃斯昆特拉省的城鎮，位於該國西南部，距離首都危地馬拉市86公里，面積432平方公里，海拔高度370米。埃雷拉家族在镇内设有潘塔莱昂糖厂（Pantaleon)，该公司是拉丁美洲规模最大的制糖公司之一。体育上，镇内有聖盧西亞科特蘇馬爾瓜帕足球會。